# Selaginella rodriguesiana
Selaginella rodriguesiana är en mosslummerväxtart som beskrevs av Bak.. Selaginella rodriguesiana ingår i släktet mosslumrar, och familjen mosslummerväxter. Inga underarter finns listade i Catalogue of Life.